# Mühlbach (Müglitztal)
Mühlbach ist ein Ortsteil der Gemeinde Müglitztal im Landkreis Sächsische Schweiz-Osterzgebirge, Sachsen. Zum Ortsteil gehört auch die Gemarkung Häselich.

## Geographie und Verkehr

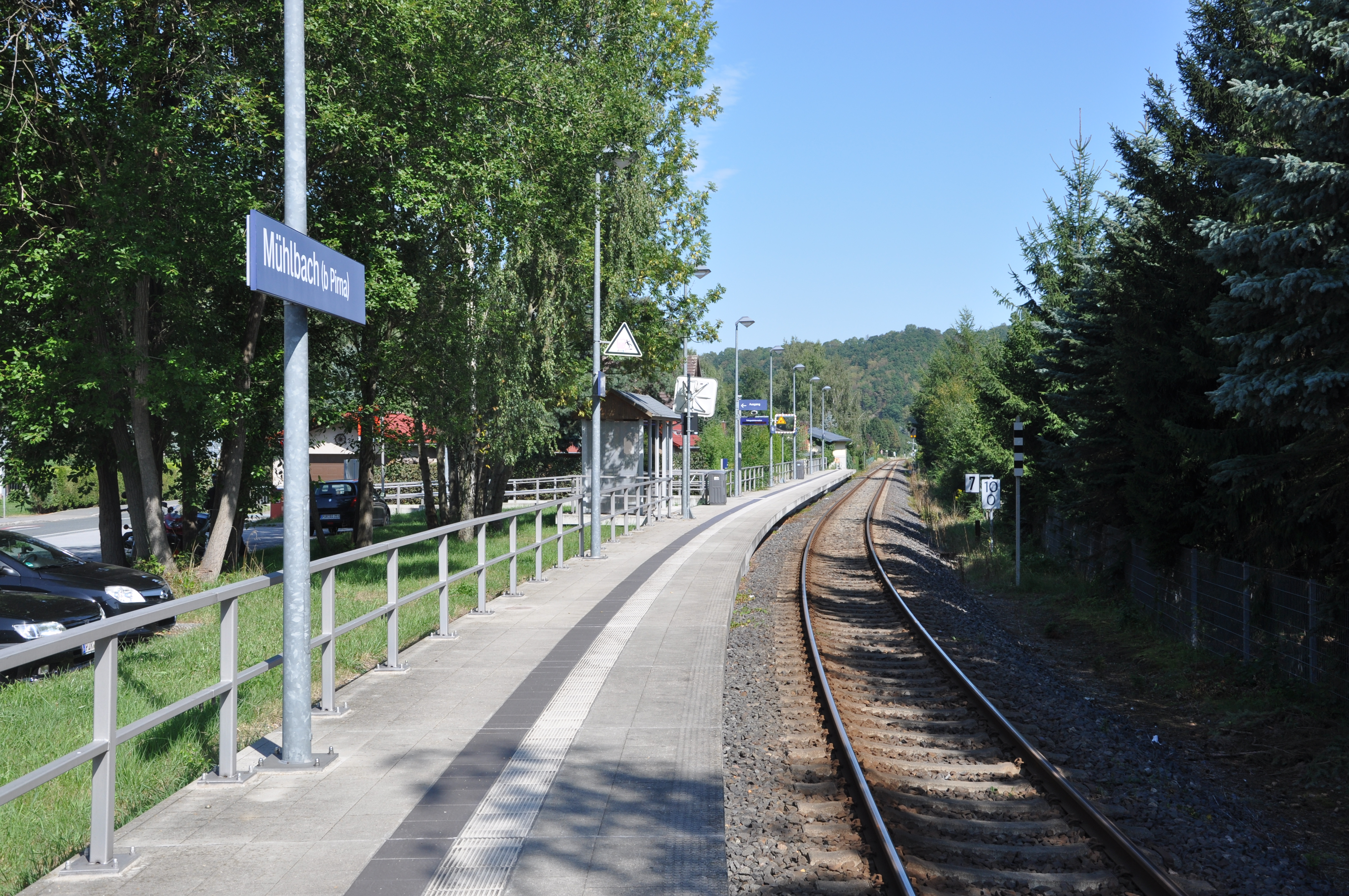
Haltepunkt Mühlbach

Mühlbach liegt im Süden der Gemeinde Müglitztal. Es befindet sich an der Müglitz in deren tief eingeschnittenem Tal südöstlich von Dresden. Das ursprüngliche Dorf Mühlbach umfasst nur den orografisch links der Müglitz gelegenen Teil des Ortsteils. Rechts der Müglitz liegen Häselich und Neuburkhardswalde, die ebenfalls zum Ortsteil Mühlbach zu zählen sind. In Mühlbach mündet ein von Maxen kommender Bach in die Müglitz. Westlich des Ortes steigt das Gelände zum Finckenfang an. Mühlbach liegt knapp nördlich der Karsdorfer Verwerfung, die aus geologischer Sicht den Rand des Osterzgebirges markiert. Die Steilhänge rund um den Ortsteil, darunter der Höllengrund, sind bewaldet. Teile der Hochflächen dienen landwirtschaftlichen Zwecken. Mühlbach ist ein Waldhufendorf. Die Waldhufenflur Mühlbachs ohne seine heutigen Ortsteile hatte 1842 eine Fläche von etwa 125 Hektar. Im Westen reicht sie bis zu den sogenannten Drei Linden, die Hochfläche nördlich des Orts gehört bereits zu Maxen.
Benachbarte Müglitztaler Ortsteile sind Burkhardswalde im Osten und Maxen im Nordwesten. Nächstgelegene Orte in nördlicher Richtung sind Schmorsdorf und Crotta. Südöstlich von Mühlbach liegen die Liebstädter Ortsteile Biensdorf und Großröhrsdorf. Südlich bzw. westlich benachbart sind die Glashütter Ortsteile Schlottwitz und Hausdorf. Die durch Mühlbach führende Müglitztalstraße stellt eine Verbindung über Weesenstein und Dohna nach Heidenau sowie über Glashütte und Bärenstein bis zur tschechischen Grenze her. Die Mühlbacher Straße führt hinauf nach Maxen. In Mühlbach hält die vom Reisedienst Dreßler betriebene Buslinie 201. Außerdem hat in dem Ort, genauer in Häselich, die Müglitztalbahn eine Station.

## Geschichte

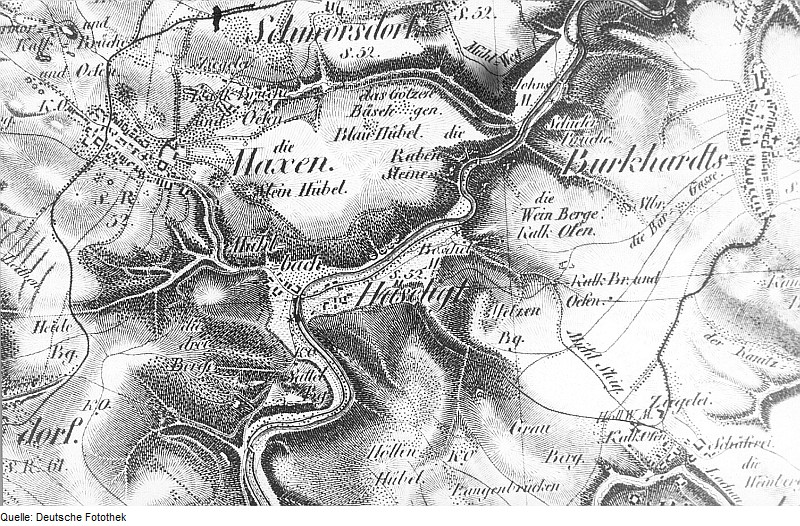
Mühlbach auf einer Karte aus dem 19. Jahrhundert

Der Ortsname ist deutschen Ursprungs und bedeutet „Siedlung an einem Bach, an dem eine Mühle steht“. Als „Molbach“ wurde der Ort 1408 erstmals urkundlich erwähnt. Danach waren mehrere unterschiedliche Schreibweisen in Gebrauch, darunter „Mulbach“ und „Muhlbach“. Zur Unterscheidung von drei gleichnamigen Orten allein in Sachsen hieß der Ort 1875 „Mühlbach b. Pirna“.
Die Besitzer des Rittergutes im benachbarten Maxen übten ab dem 16. Jahrhundert die Grundherrschaft in dem Ort aus; nach Maxen ist Mühlbach seit Jahrhunderten eingepfarrt. Die Verwaltung oblag zunächst dem Amt Pirna und 1856 dann dem Gerichtsamt Pirna. Bis etwa 1860 gehörte Mühlbach wegen seiner geringen Größe als Ortsteil zur Landgemeinde Maxen. Erst dann erlangte es auf Grundlage der Landgemeindeordnung von 1838 Selbstständigkeit; seither gehört auch der unmittelbar benachbarte Ort Häselich zu Mühlbach. Die Gemeinde gehörte 1875 zur Amtshauptmannschaft Pirna, in der Zeit der DDR dann zum Kreis Pirna. Im Jahre 1936 wurde sie durch die Umflurung der an der heutigen Gartenstraße gelegenen Kleinsiedlung Neuburkhardswalde vergrößert, die bis dahin zu Burkhardswalde gehört hatte. Gemeinsam mit Maxen, Burkhardswalde und Weesenstein bildete Mühlbach 1994 die Gemeinde Müglitztal neu.
Im Laufe der Jahrhunderte erlitt Mühlbach mehrfach große Schäden durch Kriegsereignisse und Katastrophen. Während des Dreißigjährigen Krieges wurde es 1639 fast vollständig niedergebrannt, 1759 kam es in der Nähe zum Gefecht von Maxen. Schwer betroffen war Mühlbach auch von einigen Hochwasserereignissen der Müglitz, darunter 1927 und 2002.

## Einwohnerentwicklung
| Jahr | Einwohner                                 |
| ---- | ----------------------------------------- |
| 1551 | 11 besessene Mann, 1 Häusler, 26 Inwohner |
| 1764 | 1 besessener Mann, 9 Gärtner, 7 Häusler   |
| 1834 | 109                                       |
| 1871 | 189                                       |
| 1890 | 273                                       |
| 1910 | 531                                       |
| 1925 | 460                                       |
| 1939 | 659                                       |
| 1946 | 770                                       |
| 1950 | 743                                       |
| 1964 | 686                                       |
| 1990 | 518                                       |